# Língua pakpak
Pakpak, ou Batak Dairi, é uma língua  Malaio-Polinésia falada por cerca de 1,2 milhões de pessoa em Dairi (regência), Pakpak (regência, distritos  de  (Regência  Humbang Hasundutan)  e Manduamas (Regência Central Tapanuli) e  [[Subulussalam, e na Regência Aceh Singkil de Sumatra, Indonésia. 

## Escritas

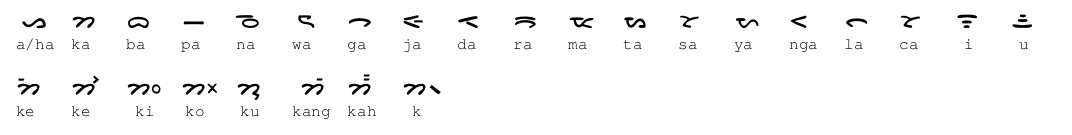
Sílabas Dairi Batak na escrita Batak

A língua usa alternativamente o alfabeto latino sem as letras F, Q, V, X, Z ou a escrita batak.

## Fonologia

### Consoantes
|                   |           | Labial | Alveolar | Palatal | Velar | Glotal |
| ----------------- | --------- | ------ | -------- | ------- | ----- | ------ |
| Nasal             | Nasal     | m      | n        |         | ŋ     |        |
| Plosiva/ Africada | surda     | p      | t        | tʃ      | k     |        |
| Plosiva/ Africada | sonora    | b      | d        | dʒ      | ɡ     |        |
| Fricativa         | Fricativa |        | s        |         |       | h      |
| Vibrante          | Vibrante  |        | r        |         |       |        |
| Lateral           | Lateral   |        | l        |         |       |        |
| Semivogal         | Semivogal | w      |          | j       |       |        |

- Um final de palavra /k/ também pode ser ouvido como uma oclusiva glotal [ʔ].

### Vogais
|         | Anterior | Central | Posterior |
| ------- | -------- | ------- | --------- |
| Fechada | i        |         | u         |
| Medial  | e        | ə       | o         |
| Aberta  |          | a       |           |

|s /i, u, e, o/ pode ter alofones abreviados de [ɪ, ʊ, ɛ, ɔ].

## Amostra de texto
Pai nosso (Mateus 6:9-13)
9.	Bagèen mo sodip ndènè, ‘Ialè Bapa nami si ni sorga: Dak niperbadia mo gerarMu.
10.	Dak roh mo kerajaenMu, Saut mo lemmo atèMu i babo tanoh èn bagè si ni sorga.
11.	Berrèken mo bai nami sidari èn pangaan nami sipat ari.
12.	Sasa mo dosa nami bagè penasa nami, i dosa ni dengan simerdosa taba kami.
13.	Ulang kami arahken mi pengojiin, paluah mo kami ibas pengago nai[Ai Ko ngo sidasa kerajaen, dekket kegegohen, bang pè kesangapen soh mi amman sumendah. Amèn.
Português
9.	Assim, pois, orai: Pai nosso que estás nos céus, santificado seja o teu nome.
10.	Venha o teu reino. Seja feita a tua vontade assim na terra como no céu.
11.	Dá-nos hoje o pão nosso de cada dia.
12.	E perdoa-nos as nossas dívidas, assim como perdoamos aos nossos devedores.
13.	E não nos deixes cair em tentação, mas livra-nos do mal, porque teu é o reino, o poder e a glória para sempre. Amém.